# Пунтя де Греч
Пунтя де Греч (на румънски: Puntea de Greci) е село в Румъния, разположено в община Петрещ, окръг Дъмбовица. Намира се на 177 метра надморска височина. Според преброяването през 2011 г. е с население от 754 души. Според румънски данни селото е смесено – българи и румънци. Според преброяването през 2002 г. почти всички жители на селото са записани като румънци, а езикът им като румънски. По местни оценки почти 100% от населението на селото са българи.
Българите се заселват в селото през периода 1806 – 1814 г. и 1850 г. Те идват от Оряховско (от 1812 г.), Плевенско и Търновско. В периода 1910 – 1920 г. селото е било чисто българско и в него са живеели 1500 българи от Белослатинско. Българският език е бил добре запазен, той е от белослатински тип.